# Castello di La Mothe
Il castello di La Mothe (pron. fr. AFI: [la mɔt]), detto anche castello di Arvier, è un castello valdostano medievale in gran parte in rovina, che domina il capoluogo di Arvier.
È uno dei due castelli presenti nel territorio comunale ed è collocato all'interno del centro cittadino: l'altro, il castello di Montmayeur, si trova invece isolato, all'imbocco della Valgrisenche. A tal proposito, il castello di La Mothe è stato talvolta denominato in passato "Castello d'Arvier", tra gli altri dall'architetto Carlo Nigra; tuttavia, per evitare equivoci, tale appellativo viene oggi molto più frequentemente associato al castello di Montmayeur.
A seguito dell'acquisizione da parte della Regione Valle d'Aosta e degli interventi di restauro, al 2025 risulta parzialmente aperto al pubblico, in attesa di una prossima conversione funzionale in museo.

## Storia
La storia del castello di La Mothe è in gran parte oscura: nonostante la campagna di scavo e studio conclusasi nel 2007, difficilmente sono rintracciabili e suddivisibili le parti cronologicamente differenti nella struttura, a causa della continua sovrapposizione di interventi avuti nei secoli.
Il complesso viene citato per la prima volta nei documenti dell'omaggio feudale del 1287, in cui giurò Aymon de Arviero.
Secondo quanto riportato dallo storico Jean-Baptiste de Tillier, il castello prenderebbe il nome dal nobile savoiardo Aymar de La Mothe, segretario del conte Filippo di Savoia, il quale alla fine del XIII secolo avrebbe sposato l'ereditiera della famiglia De Arverio. Venutone in possesso, Aymar de La Mothe lo fece restaurare e gli attribuì conseguentemente il proprio nome, con il quale è noto nelle Udienze di quell'epoca.

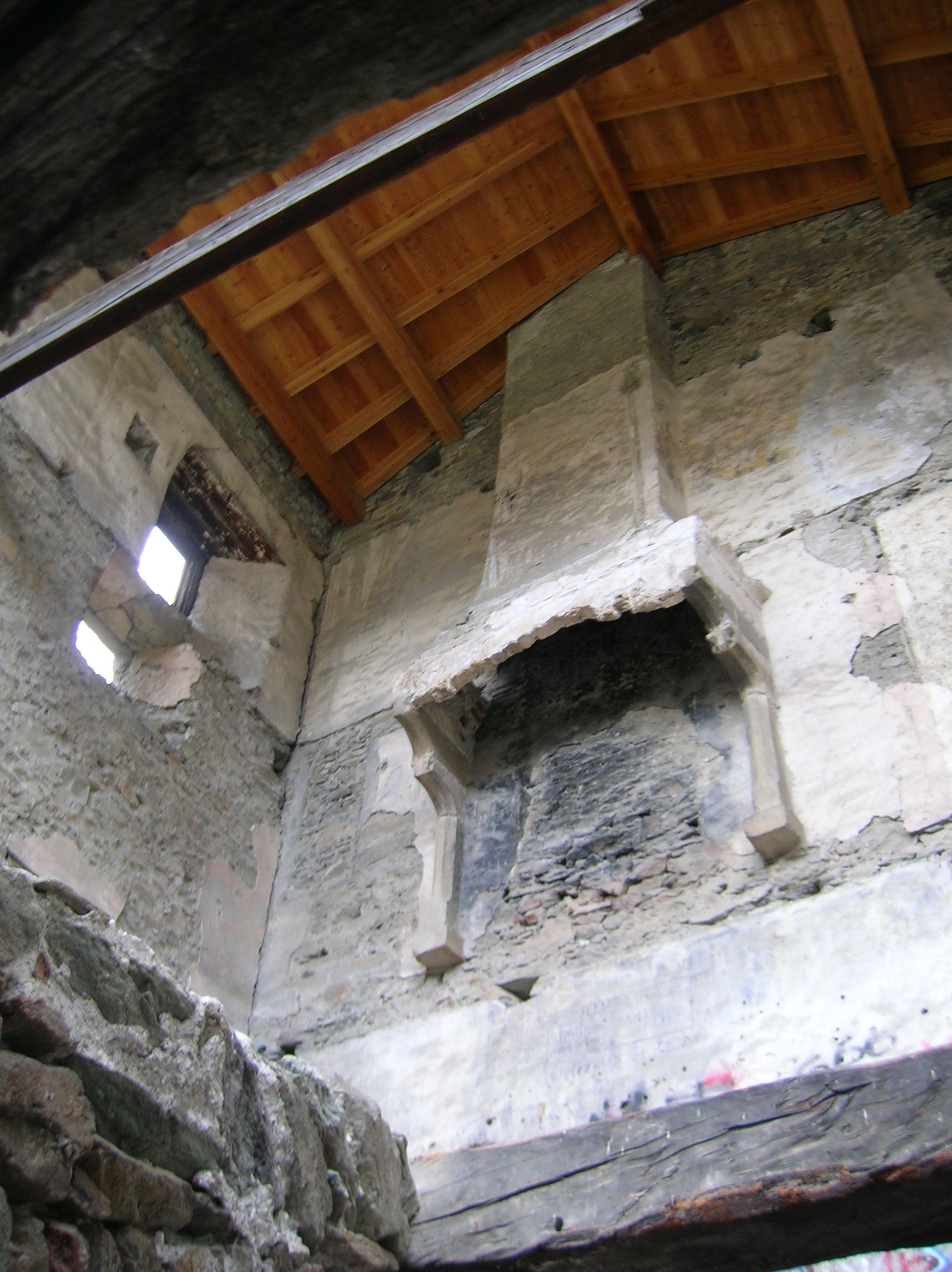
Interno: il camino

Nel 1306 o nel 1409 passò ai d'Avise, che lo tennero come maison de plaisance, ovvero dimora di piacere. Fu quindi lasciato in consignoria alla nobile famiglia dei Sarriod de la Tour e a quella di minor nome dei Lostan, i medesimi ricordati anche per l'omonima Maison Lostan ubicata in Aosta. Trascurato da questi ultimi proprietari, agli inizi del XVIII secolo il castello appariva già in gran parte in rovina: a questo contribuì anche il riutilizzo per fini agricoli o pastorali come fienile e stalla.
Il suo valore storico fu compreso solo durante il XX secolo, quando, dopo secoli di incuria, la struttura venne definitivamente acquistata dalla regione, che cercò di limitarne il degrado e conservare quanto ancora era presente, provvedendo nel 2006 a importanti interventi di restauro e messa in sicurezza.
Tuttavia, nonostante il completamento dei lavori, l'area è ancora al 2025 in stato di degrado, in attesa di una nuova e definitiva conversione d'uso.

## Architettura
Il castello risulta oggi composto di una torre a pianta quadrata a cui è addossato un rudere, un corpo di fabbrica sventrato, il cui aspetto per André Zanotto è attribuibile alle trasformazioni subite intorno al XIV-XV secolo, quindi per la maggior parte frutto di un rimaneggiamento successivo alla costruzione. Si notano inoltre alcune tracce di una torre rotonda e delle antiche mura.
All'interno sono osservabili i resti della scala elicoidale, oggi crollata e non più visibile, e quelli di un camino, consistenti nei due piedritti e la relativa mensola, facente parte del primo piano, inaccessibile poiché crollato.
I restauratori hanno trovato persino tracce di affreschi che farebbero protendere per l'ipotesi della presenza di una cappella, così come avviene in altri castelli posti nei comuni limitrofi.
Per il suo aspetto massiccio il castello di La Mothe è stato comparato dall'architetto Bruno Orlandoni alla domus episcopalis del castello di Issogne, alla torre della casaforte Villette di Cogne e alla torre Colin di Villeneuve.

## Fasi costruttive
Le recenti indagini archeologiche hanno consentito la distinzione di cinque fasi costruttive.

### Prima fase costruttiva (ante 1250)
La prima fase costruttiva del castello è di difficile comprensione. A tutt'oggi pressoché nulla di visibile e consistente è rimasto dell'edificio originale, citato per la prima volta in un documento del 1287: quasi tutti i mnaufatti sono stati inglobati in lavorazioni successive. Attraverso le analisi dendrocronologiche delle poche parti lignee superstiti si è riusciti a stabilizzare una datazione riconducibile agli anni 1236-1237.
Gli esigui e nascosti resti relativi a questo periodo sono riconoscibili per lo più in legni di sostegno riutilizzati da altra funzione che formano le centine delle finestre, gli architravi delle porte e le travi degli impalcati. In generale gran parte di questi materiali sarà poi riutilizzata in successivi rimaneggiamenti, sebbene si sia constatata l'assenza quasi totale di manufatti ceramici, vitrei o metallici risalenti a quest'epoca. Non è dunque escludibile che questi materiali siano ancora presenti nel castello, sebbene ricoperti da alcuni strati di muratura che li occultano: ne sono un'autorevole testimonianza i resti di alcuni muri "raddoppiati".
L'ipotesi più plauisibile riguardo alla forma di questa originaria struttura è deducibile dall'analisi morfologica del pendio, che ha fatto ipotizzare uno sviluppo su più piani, dati i livelli dei vari terrazzi rocciosi costruiti, che poi saranno mantenuti nelle fasi successive con la funzione di contenimento.

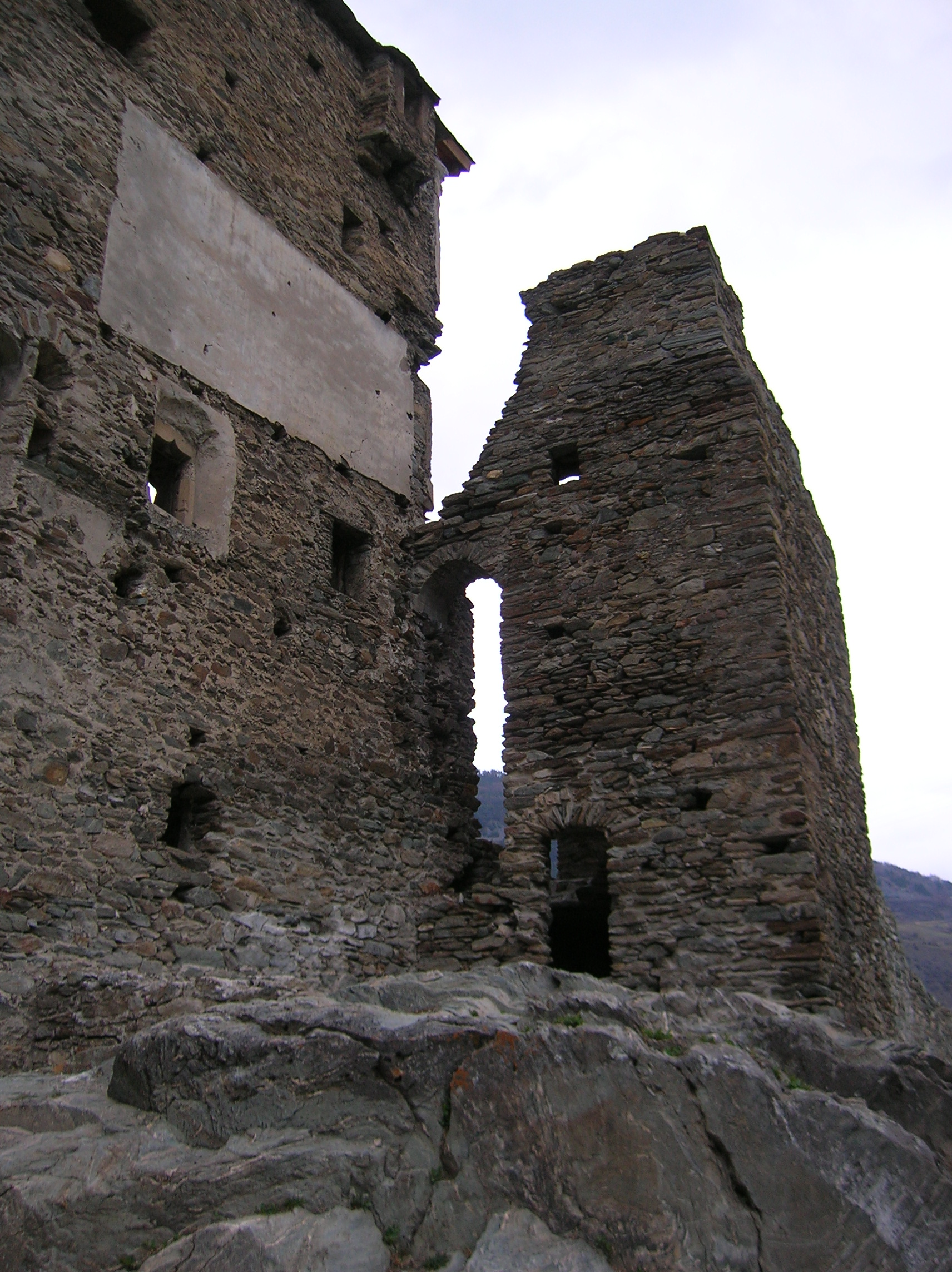
I ruderi testimoniano gli interventi di varie epoche

### Seconda fase costruttiva (XIV secolo - post 1376)
Appartengono a questa fase gran parte dei corpi di fabbrica oggi ancora visibili in quanto il loro stato di conservazione è migliore rispetto alle altre parti della struttura: gli interventi successivi non ne hanno praticamente modificato la forma originale.
Il nuovo edificio presenta un'ampiezza di 13 per 8 m e si basa direttamente sul substrato roccioso sottostante; riesce a elevarsi per 14 m di altezza, arrivando ad ospitare 4 piani al suo interno.
Date le dimensioni e la posizione è intuibile la sua funzione maggiormente residenziale piuttosto che difensiva: non a caso è l'unica parte del castello priva di feritoie.
Per quanto riguarda l'impianto difensivo esterno non è possibile delineare, se non a grandi linee, lo sviluppo di quel periodo.
È ipotizzabile che la cinta muraria ancora oggi visibile sia collocabile cronologicamente in un lasso di tempo di poco successivo allo stesso.

### Terza fase costruttiva (XV secolo)

La pianta del castello nel 1936, rilevata da Carlo Nigra (1856-1942)

La parte più cospicua dell'intero complesso che appartiene a questa fase, e che è riuscita a giungere ai nostri giorni in discreto stato di conservazione, è costituita dalle mura esterne e dai loro resti. Questi ultimi, specialmente per quanto riguarda le costruzioni presenti presso il lato nord e parzialmente per quelle a sud, seguono per la maggior parte il prospetto dello sperone roccioso sul quale poggiano tutti gli edifici e probabilmente delimitano lo spazio dove fu costruito quello che si pensa possa essere identificabile come il mastio del castello, nel quale trovavano originariamente collocazione i locali abitativi del signore e della sua corte.
Sul lato posto a nord-est è possibile ancora notare distintamente su una parete del muro perimetrale quanto rimane di una finestra dotata di sedile, della tipologia consueta del XV secolo, sebbene ormai sia solamente appena intuibile, in quanto, oltre al cedimento dei solai che costituivano i pavimenti del piano (per via dell'incuria secolare a cui il complesso fu sottoposto), essa manca ormai completamente di quello che fu lo schienale, un tempo posto nella sua parte superiore. L'ipotesi più probabile è che tutto ciò costituisca i resti di un edificio aventi le fattezze di una torre, ormai, tuttavia, in stato di avanzato diroccamento e quindi solo parzialmente e difficilmente riconoscibile. 
Purtroppo, proprio per via dello stato estremamente precario con cui sono giunti ai nostri giorni questi reperti, né gli scavi archeologici né le successive analisi, svolte nel primo decennio del XXI secolo durante gli interventi di restauro, hanno consentito di arrivare ad ulteriori progressi nel comprendere l'altezza, la planimetria e la funzione originaria di questa struttura. La presenza tuttavia di alcuni elementi lapidei perpendicolari alla succitata parete fanno protendere per l'ipotesi di uno sviluppo ulteriore di tali muri perimetrali verso il lato orientale, in direzione meridionale.
Appartenente allo stesso periodo è un altro fabbricato: esso è collocato all'area centrale del castello, a circa una decina di metri ad est dall'edificio in precedenza citato come mastio, e sembra essere un prosieguo dello stesso. Anche di quest'ultimo resta solamente un rudere, che consiste nella parte sottostante del muro perimetrale.
È tuttavia decisamente probabile che all'epoca i due edifici fossero collegati più agevolmente mediante passaggi coperti, presumibilmente lignei o in muratura, che non si possono essere conservati o che sono stati rimaneggiati e poi demoliti successivamente. Tale definizione risulta tuttavia particolarmente difficile, proprio a causa della mancanza di vestigia significative dovuta al profondo stravolgimento che la struttura dovrà subire durante la successiva ricostruzione del XVI secolo, che condurrà alla costruzione di un nuovo edificio ubicato proprio tra i due.

### Quarta fase costruttiva (XVI secolo)
In questo periodo avvengono importanti riqualificazioni sia volumetriche dell'edificio sia di restauro di antichi dettagli decorativi di singoli elementi architettonici. Viene in particolare costruito un nuovo nucleo centrale che funge da collegamento tra i vani già esistenti e che, di conseguenza, deve adattarsi nella planimetria a questi ultimi. Al contempo sul lato sud si rende necessaria la costruzione di una scala indipendente di forma elicoidale (oggi visibile solo sommariamente poiché diruta) avente funzione di collegamento tra piani alti e bassi e tra nuove e vecchie parti.
Ulteriori analisi hanno consentito di dire che la nuova costruzione aveva uno sviluppo principalmente verticale ed era suddivisa al suo interno in tre piani di cui rimangono solo scanalature lignee oggi restituite dalla dendrocronologia.
Questi spazi appartenevano con ogni probabilità al piano nobile dati i resti di un camino (a tutt'oggi sospesi nel vuoto a causa del crollo del solaio) di elevata qualità decorativa.
Al fine di collegare gli ambienti e attenuare i dislivelli, il pavimento viene abbassato di circa un metro nelle strutture precedenti e viene realizzata una nuova apertura sul lato della sala con il camino.
Le travi del soffitto dovevano essere a vista: la dendrocronologia ha restituito una datazione per tutte prossima al 1514 ed esse risultano omogenee anche per la scelta del legno.
Quelle dei pavimenti, invece, poiché dedite a essere ricoperte da questi ultimi, utilizzano anche elementi di reimpiego preesistenti.
Nel frattempo, mentre veniva edificato un ampliamento della cinta muraria verso est, si ricorre ala costruzione di un nuovo portale d'ingresso, orientato verso nord, e caratterizzato da una ricca decorazione scultorea.
I proprietari dell'epoca, i D'Avise, avrebbero avuto con ogni probabilità un elevato gusto artistico, testimoniato, oltre che dalle decorazioni scultoree già menzionate, anche da un ciclo di affreschi, l'unico rintracciato nel castello, ritraente soggetti naturalistici, che ci è pervenuto.

### Quinta fase costruttiva (XIX secolo)

Il castello di La Mothe in una foto di Jules Brocherel (1871- 1954)

Questa fase costruttiva, in realtà, secondo gli stessi archeologi, potrebbe paradossalmente anche non essere considerata tale. Il motivo di questa scelta è dovuto principalmente al fatto che a partire dal XIX secolo, a differenza di quanto accaduto in precedenza, non si andò ad aggiungere nulla nell'ambito costruttivo ma, al contrario, si modificarono consistentemente la struttura distruggendola per la gran parte. L'abbandono portò alla rovina e al dirudimento di parti preesistenti, consegnandoci l'edificio pressoché nello stato in cui oggi è visibile.
La causa principale fu l'abbandono del castello, progressivamente riconvertito e riutilizzato a fini rurali che ne hanno causato un progressivo declino facendolo rinvenire nell'attuale stato, alquanto precario.
Il primo segno di rovina lo si attesta nel 1740 con il crollo dell'area orientale. Tale squarcio risulta ancora oggi ben visibile in uno dei corpi di fabbrica, parzialmente sventrato a metà nella parte superiore. Inoltre, in successivi interventi, si ricostruiranno alcuni muri interni ed esterni con funzione o di terrazzamento o di divisori per le stalle, ubicate al piano terra del torrione. Nei medesimi locali sono state ritrovate persino canaline o vasche di abbeveraggio per gli animali.
Fortunatamente gran parte di queste attività, particolarmente invasive per la struttura, si sono concentrate solo presso tale piano, consentendo in massima parte di preservare le parti più alte.
All'esterno si trovava un importante apparato difensivo che seguiva lo sviluppo del rilievo sul quale sorge l'intero edificio. L'urbanizzazione del borgo ha concorso alla modifica della struttura originale ma è ipotizzabile che lo sviluppo del centro abitato abbia seguito le linee guida dettate da queste costruzioni precedenti.
Non è quindi escludibile che la vicina chiesa parrocchiale abbia potuto essere nata con funzione puramente castrale come già riscontrato presso Cly o Graines.

### Il castello oggi
Dopo secoli di incuria, il comune di Arvier e la regione Valle d'Aosta, con il presupposto di riutilizzare il sito per fini turistici e di frenare la rovina che lo stava pian piano deteriorando, decisero di restaurarlo. I primi interventi avvennero nel maggio del 2006 e terminarono un anno dopo circa. Tra il 2007 ed il 2008 si sono organizzati il consolidamento e il restauro del monumento e del giardino.
Mentre questi venivano svolti furono eseguite anche analisi archeologiche da parte della sovraintendenza dei beni culturali della regione autonoma Valle d'Aosta.
Al 2025 il castello risulta liberamente visitabile. L’area a esso adiacente inoltre, in varie occasioni, è stata utilizzata per la messa in scena di spettacoli musicali e teatrali. Nel 2022 il castello, grazie ai fondi ricevuti con il PNRR, viene proposto all'interno del progetto "Agile Arvier" per una sua parziale riconversione d'uso per ospitare il Museo del Futuro Alpino. I lavori di restauro sono assegnati nel 2024, con l'obbiettivo di cominciarli l'anno successivo. Il restauro comporterà la creazione di spazi interni attraverso divisori che rispettano l'attuale architettura nonché una chiusura vitrea della parte a squarcio.